# Anacolosa cauliflora
Anacolosa cauliflora är en tvåhjärtbladig växtart som beskrevs av Herman Otto Sleumer. Anacolosa cauliflora ingår i släktet Anacolosa och familjen Aptandraceae. Inga underarter finns listade i Catalogue of Life.